# Zoran Milanović
Zoran Milanović   (Zagreb, 30 d'octubre de 1966) és un estadista croat, president de la República de Croàcia des del 18 de febrer de 2020.
Va ser president del Partit Socialdemòcrata de Croàcia (SDP) del 2007 al 2016 i primer ministre del 2011 al 2016. Va guanyar les eleccions presidencials de 2019-20 a la segona volta contra la titular, Kolinda Grabar-Kitarović.

## Biografia

### Estudis i vida professional
El 1986, va estudiar dret a la Universitat de Zagreb i va aprendre anglès, rus i francès.
Després dels estudis, va obtenir una plaça de becari al Tribunal Comercial de Croàcia i el 1993 va treballar al Ministeri d'Afers Exteriors de Croàcia. Un any més tard, va ser enviat a Alt Karabakh i va ser el primer croat que va participar en una missió de pau de les Nacions Unides.
El 1996 va ser assessor de la missió croata a la Unió Europea i l'Organització del Tractat de l'Atlàntic Nord (OTAN) a Brussel·les. En acabar el seu mandat l'any 1999 va tornar al Ministeri d'Afers Exteriors.

### Entrada a la política
L'any 1999 es va incorporar a l'Partit Socialdemòcrata de Croàcia (SDP). Després de la victòria de l'SDP a les eleccions parlamentàries croates de 1999, esdevingué responsable de les relacions amb l'Organització del Tractat de l'Atlàntic Nord (OTAN), i tres anys més tard fou nomenat viceministre d'Afers Exteriors del ministre Tonino Picula. Va deixar el seu càrrec després de les eleccions legislatives de 2003.
L'any 2004, es va incorporar al comitè de direcció del partit i en va ser breument el portaveu, quan va substituir Gordana Grbić. Va ser escollit coordinador de cara a eleccions legislatives croates de 2007 celebrades el novembre.

### President del partit
El 2 de juny de 2007 se celebra una convenció extraordinària del partit a Zagreb a causa de la dimissió del president del partit Ivica Račan l'11 d'abril. Milanović fou candidat, enfrontant-se als favorits Željka Antunović, Milan Bandić i Tonino Picula. A la primera volta, lidera amb 592. A la segona volta, va guanyar contra Antunović i així va esdevenir el president del partit.
Signa el 23 de novembre de 2010, un acord amb el Partit Popular Croat – Demòcrates Liberals (HNS-LD), l'Assemblea Democràtica Istriana (IDS) i el Partit Croat dels Pensionistes (HSU) per formar una coalició política, anomenada Aliança per al Canvi (SZP) en vista de les eleccions legislatives croates de 2011. El 15 de juliol de 2011, els quatre partits de l'SZP adopten formalment un acord de coalició preelectoral de centre-esquerra, que pren el nom de Coalició Kukuriku, liderada pel Partit Socialdemòcrata de Croàcia (SDP) i encapçalada per Zoran Milanović, que va guanyar les eleccions amb el 40% dels vots i 80 diputats sobre 151, enfront dels 47 de la Unió Democràtica Croata (HDZ) de Jadranka Kosor, que va patir una derrota històrica i va passar a l'oposició.

### Primer ministre
Deu dies després de guanyar les eleccions legislatives croates de 2011 va rebre instruccions, pel president Ivo Josipović, de formar el dotzè govern de Croàcia. La sessió d'investidura al Sabor croat està prevista per a la setmana següent. A continuació, va anunciar que el seu govern s'esforçaria per reactivar el creixement econòmic, de tot just 0,5 % del PIB el 2011, per aprovar un pressupost d'austeritat, i per garantir l'èxit del referèndum sobre l'adhesió de Croàcia a la Unió Europea. És investit, amb el seu govern, el 23 de desembre, pel Parlament, amb 89 vots a favor, 28 en contra i 12 abstencions, 24 diputats no havent participat en la votació. Durant el seu govern, Croàcia també va acabar les seves negociacions amb la Unió Europea i va signar el seu Tractat d'adhesió el desembre de 2012.

### Torna a l'oposició
El Partit Socialdemòcrata de Croàcia (SDP) va quedar segon a les eleccions legislatives croates de 2015 i el gener de 2016, l'independent Tihomir Orešković el va succeir al capdavant d'un govern de coalició de Unió Democràtica Croata (HDZ) i Pont de Llistes Independents (Most), però una moció de censura va fer caure el govern el 16 de juny portant a la convocatòria d'eleccions legislatives anticipades l'11 de setembre de 2016. Al final de les eleccions, la Coalició Popular (NK) formada al voltant de l'SDP va ser novament superada per la Unió Democràtica Croata (HDZ), i l'endemà de les eleccions Milanović va manifestar que no es presentaria per un nou mandat com a president del Partit Socialdemòcrata a les eleccions que s'havien de convocar en un termini de cinc mesos.
No és especialment popular entre els votants d'esquerres, que el culpen d'apropar el seu partit al centre.

### President de Croàcia
Candidat socialdemòcrata a les eleccions presidencials la primera volta de les quals se celebrà el 22 de desembre de 2019, va acabar primer amb el 29,55% dels vots i en segona ronda, el 5 de gener de 2020, ajorna la votació amb 52,66 % de vots, enfront de la presidenta sortint Kolinda Grabar-Kitarović. Va ser investit el 18 de febrer següent per un mandat de cinc anys, i amb les seves posicions euroescèptiques, en contra d'enviar suport militar a Ucraïna, i la seva oposició a l'ingrés de Suècia i Finlàndia a la OTAN va entrar en confrontació amb el primer ministre conservador Andrej Plenković. Amb l'avançament de les eleccions legislatives croates de 2024 per les protestes ciutadanes contra la corrupció, Milanović va anunciar que seria el candidat socialdemòcrata, però el Tribunal Constitucional va dictaminar que no podria ser candidat ni podria participar activament en suport de l'SDP durant la campanya electoral tret que renunciés a la presidència de Croàcia, i finalment ho va fer Peđa Grbin encapçalant la coalició Rius de Justícia.
Va guanyar amb rotunditat amb el 72,5% dels vots en la segona volta les eleccions presidencials croates de 2024-2025 contra Dragan Primorac celebrades el 12 de gener de 2025 després que en la primera volta de les eleccions celebrada el 29 de desembre de 2024 va quedar-se a un 1% dels vots d'evitar-ne la segona.

## Vida personal
El seu pare Stipe i la seva mare Gina són de Sinj. Es va casar el 1994 amb Sanja Musić amb qui tè dos fills, Anto i Marko.